# Diezma
Diezma é um município da Espanha na província de Granada, comunidade autónoma da Andaluzia. Tem 42,1 km²de área e em 2021 tinha 776 habitantes (densidade: 18,4 hab./km²).

## Demografia
| Variação demográfica do município entre 1991 e 2004 | Variação demográfica do município entre 1991 e 2004 | Variação demográfica do município entre 1991 e 2004 | Variação demográfica do município entre 1991 e 2004 |
| --------------------------------------------------- | --------------------------------------------------- | --------------------------------------------------- | --------------------------------------------------- |
| 1991                                                | 1996                                                | 2001                                                | 2004                                                |
| 1 065                                               | 981                                                 | 899                                                 | 836                                                 |